# ヨハン・エッシュショルツ

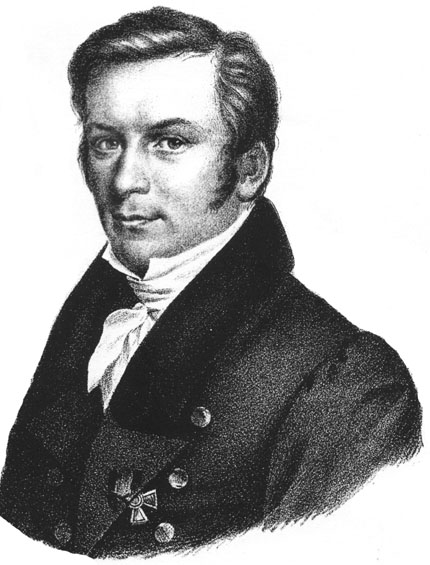
ヨハン・エッシュショルツ

ヨハン・フリードリヒ・エッシュショルツ（Johann Friedrich Eschscholtz、ロシア語表記:Иоганн Фридрих фон Эшшольц; 1793年11月12日 - 1831年5月19日）は、現在のエストニア生まれのドイツの医師、植物学者、動物学者である。

## 生涯
当時ロシア帝国領のタルトゥ（ドイツ語名、Dorpat）で生まれたバルト・ドイツ人。ドルパート大学で医学を学び、ドルパート大学で1819年から解剖学の非常任教授、1822年から動物学収蔵庫の館長、1829年に解剖学教授となった。
1815年から1818年までオットー・フォン・コツェブーが率いるリューリク号の世界周航探検航海に医師および博物学者として参加した。ブラジル、チリ、カリフォルニア、太平洋の島、ベーリング海峡沿岸、アリューシャン諸島の動植物の採集を行った。航海の終了後、昆虫を除く標本は同行したもう一人の博物学者、アーデルベルト・フォン・シャミッソーに託され、シャミッソーは、ハナビシソウの学名Eschscholzia californicaに、エッシュショルツの名前を命名した。この旅行の記録は1822年にドイツの雑誌"Entomographien"に発表された。
1923年からコツェブーが再び率いたプレドプリエーティ号（Predpriaetie）の探検航海にも参加し、熱帯やウナラスカ、シトカやカリフォルニアで主に甲虫の膨大なコレクションを集めた。
39歳で没するが、フランスの甲虫学者、ピエール・フランソワ・マリー・オーギュスト・ドゥジャン（Pierre François Marie Auguste Dejean）を訪れ、収集した甲虫が新種かどうかを調査した。エッシュショルツが命名、記載した甲虫の論文はエッシュショルツの没後、ドゥジャンによって出版された。
マーシャル諸島の環礁名に命名されたが、1946年にビキニ環礁に改名された。コツェブー湾の入り江にエッシュショルツの名前が命名されている。